# Площадь Промышленности
Площадь Промышленности — площадь в Москве на территории ВДНХ.

## История проектирования и создания
В самом начале проектирования ВСХВ архитектор В. К. Олтаржевский планировал разместить на площади Механизации самый большой павильон выставки — «Механизация и электрификация сельского хозяйства СССР», и по его проекту это здание, напоминавшее небоскрёб, было выстроено. После отстранения Олтаржевского от проектирования ВСХВ площадь заново начал отстраивать И. Г. Таранов (автор эмблемы Московского метрополитена).
В центре нового ансамбля площади был установлен грандиозный монумент-повторение «Сталин» высотой 25 метров работы С. Д. Меркурова. По четырём сторонам площади были выстроены павильоны «Хлопок», «Животноводство», «Земледелие», «Северный Кавказ и Крым».
В ходе реконструкции ВСХВ к 1954 году площадь Механизации подверглась значительной переделке. В 1952 году был демонтирован монумент Сталину, а вместо него создан большой круглый пруд. Павильон «Механизация» полностью изменил свой вид и стал очень похож на купольную базилику. Угловые павильоны были заново отстроены и переименованы. В 1967 году над прудом был установлен полноразмерный макет ракеты «Восток», на которой 12 апреля 1961 года Ю. А. Гагарин совершил полёт в космос. Также на площади появились три самолёта, из которых до наших дней сохранился только Як-42. К 1967 году площадь была перестроена. Павильон «Животноводство» перестроили и переименовали в «Электрификация», были снесены павильоны «Зерно» и «Совхозы», что привело к фактической потери целостности ансамблевой структуры площади, которую переименовали в площадь Промышленности.
В 2008 году непосредственно на площади был разобран и вывезен самолет Ту-154.

## Павильон «Космос»
Построен к открытию выставки и реконструирован к 1954 года по проекту архитекторов В. С. Андреева, И. Г. Таранова. Главный конструктор — М. М. Лимановский, конструктор купола — Г. Б. Гордон. В 1956 г. переименован в «Машиностроение», в 1960 году — «Градостроительство», с 1963 — «Космос» и «Машиностроение».
Изначально павильон «Механизация и электрификация сельского хозяйства СССР» представлял собой стальную арку-эллинг, спроектированную А. Г. Тарановым, В. С. Андреевым и Н. А. Быковой. В реконструированном виде 1954 года (тем же самым творческим коллективом) павильон приобрёл грандиозный вид. Павильон со стороны площади был украшен декорированной аркой, с двумя постаментами-башнями, увенчанными скульптурами механизатора и трактористки. Центральную часть украшали шестнадцать (по числу республик) снопов колосьев вписанные в круглые медальоны. По центру арки находился огромный герб СССР и «корона» с барельефом Ленина-Сталина, окружённого цветами, колосьями и лентами.
С 1956 года тут демонстрировались наивысшие достижения машиностроения СССР, а позднее здесь открылся уникальный выставочный зал «Космос».

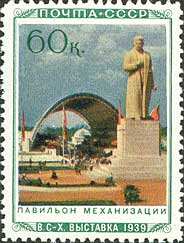
Павильон «Механизация и электрификация сельского хозяйства СССР» на марке СССР 1939 г.
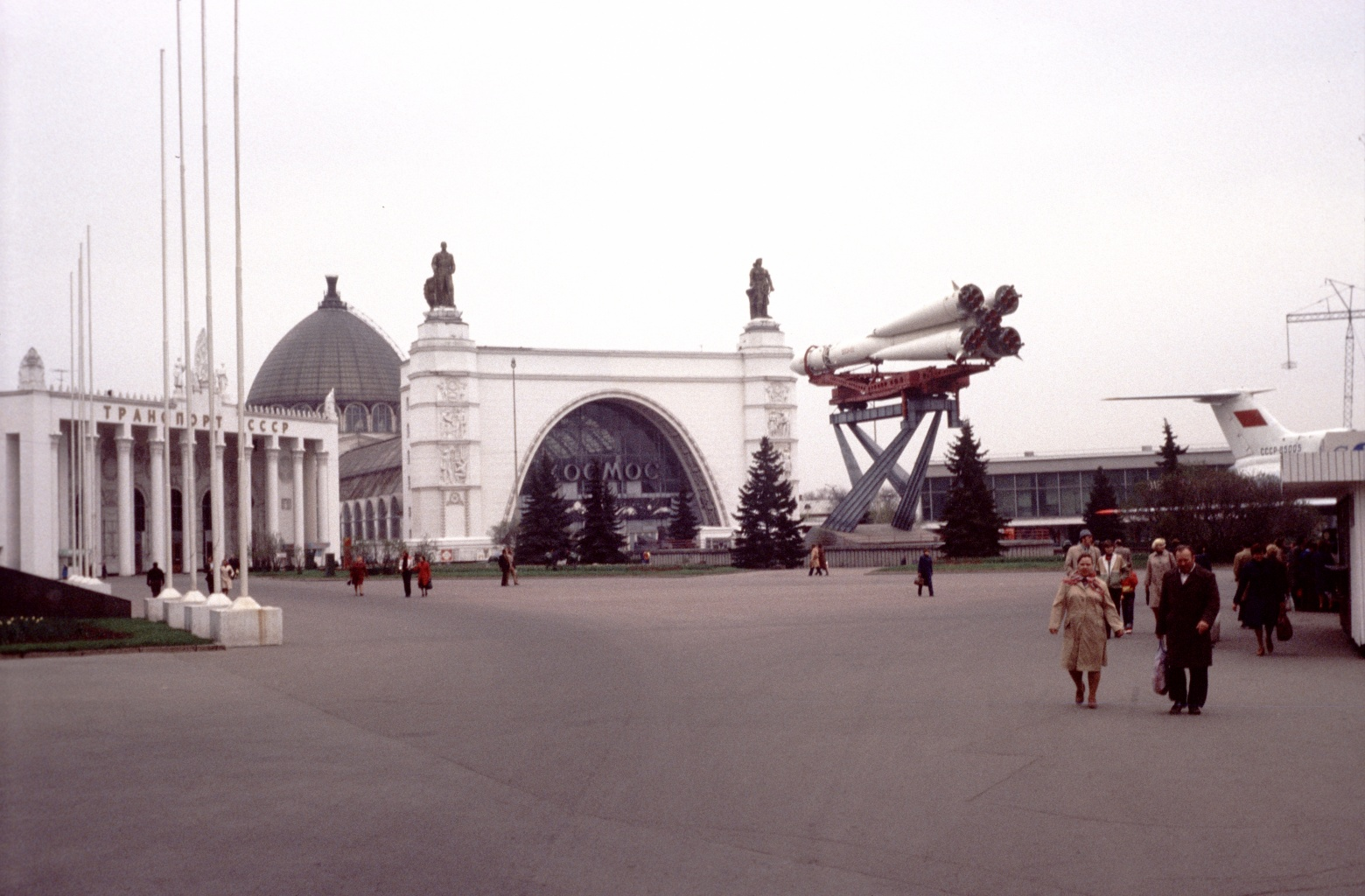
Павильон «Космос» в 1980 году
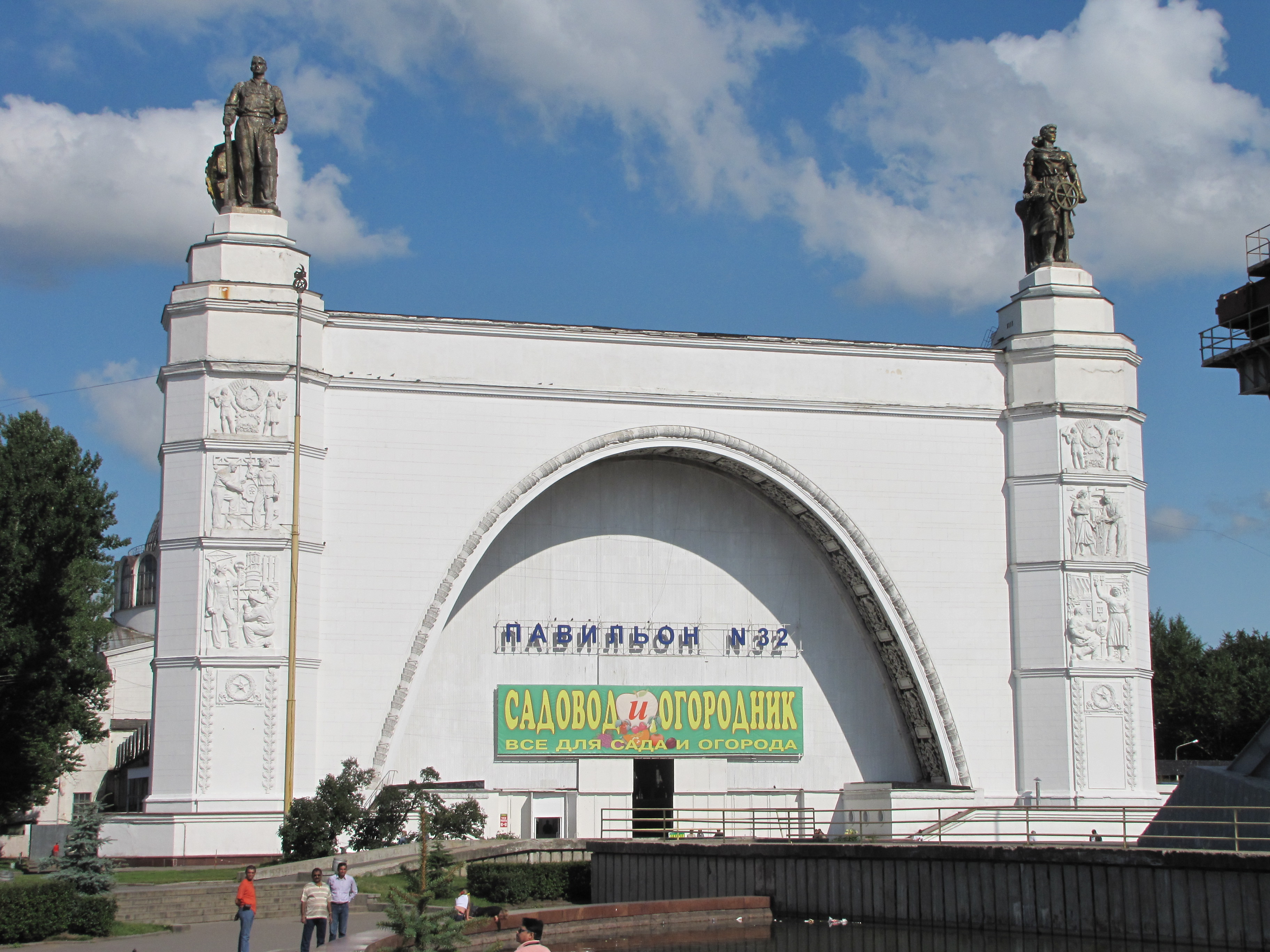
Павильон № 32 в 2010 году
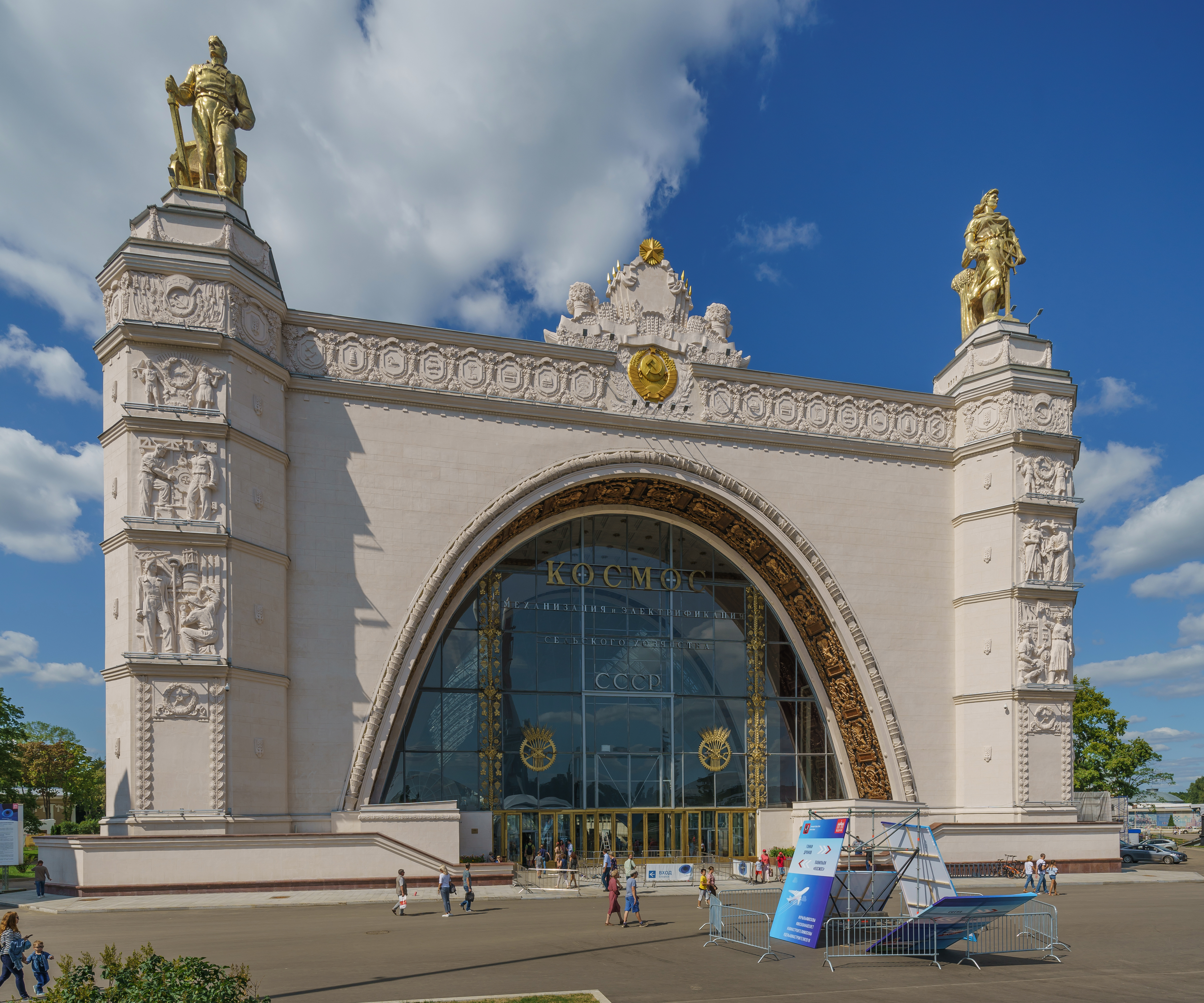
Павильон «Космос» в 2018 году

## Павильон «Земледелие»
Построен к 1954 по проекту архитекторов С. Н. Полупанова, П. П. Ревякина, А. И. Игнатьева, А. И. Громова и В. П. Туканова.
История переименований: В 1939 «Хлопок», с 1954 «Земледелие», с 1956 «Геология, нефть, химия», 1958 «Химическая промышленность», с 1963 «Транспорт СССР».
Архитектурные формы этого павильона отличаются стройностью и изяществом. Высокая лёгкая колоннада фасада образует входную лоджию.
Тонкие колонны с капителями в виде стилизованного букета листьев, напоминающие растения зерновых культур, их рост, хрупкость и стремление к солнцу. Стена фасада окрашена в сочный зелёный цвет, оттеняющий белую лепку с декоративными мотивами из ветвей деревьев и растений. Венчает фасад скульптурная группа тракториста и колхозницы букетов колосьев с серпом и молотом. А внутри до сих пор сохранилась внутренняя отделка стен и пола, с прекрасными живописными плафонами.

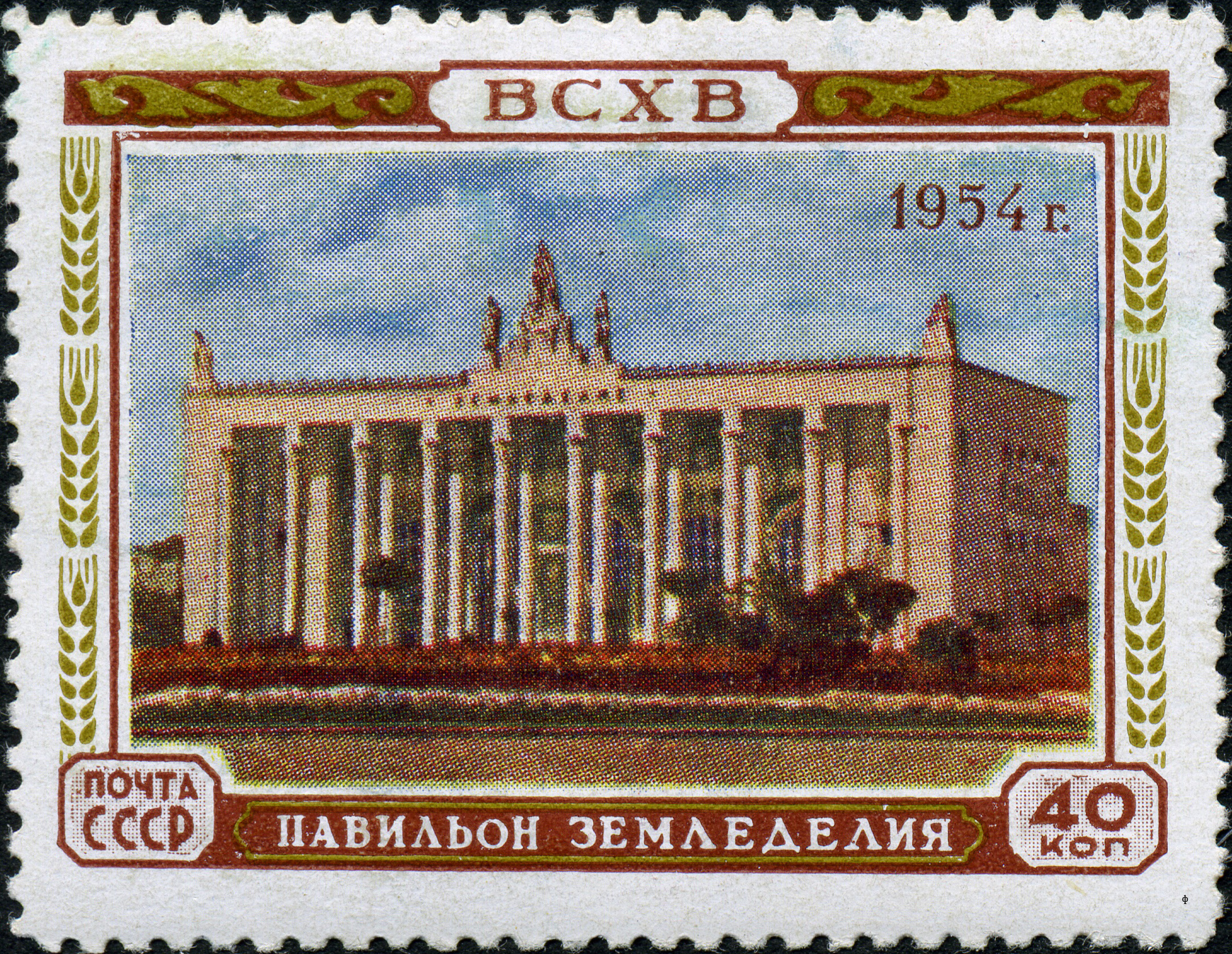
Павильон «Земледелие» на марке СССР 1954 г.
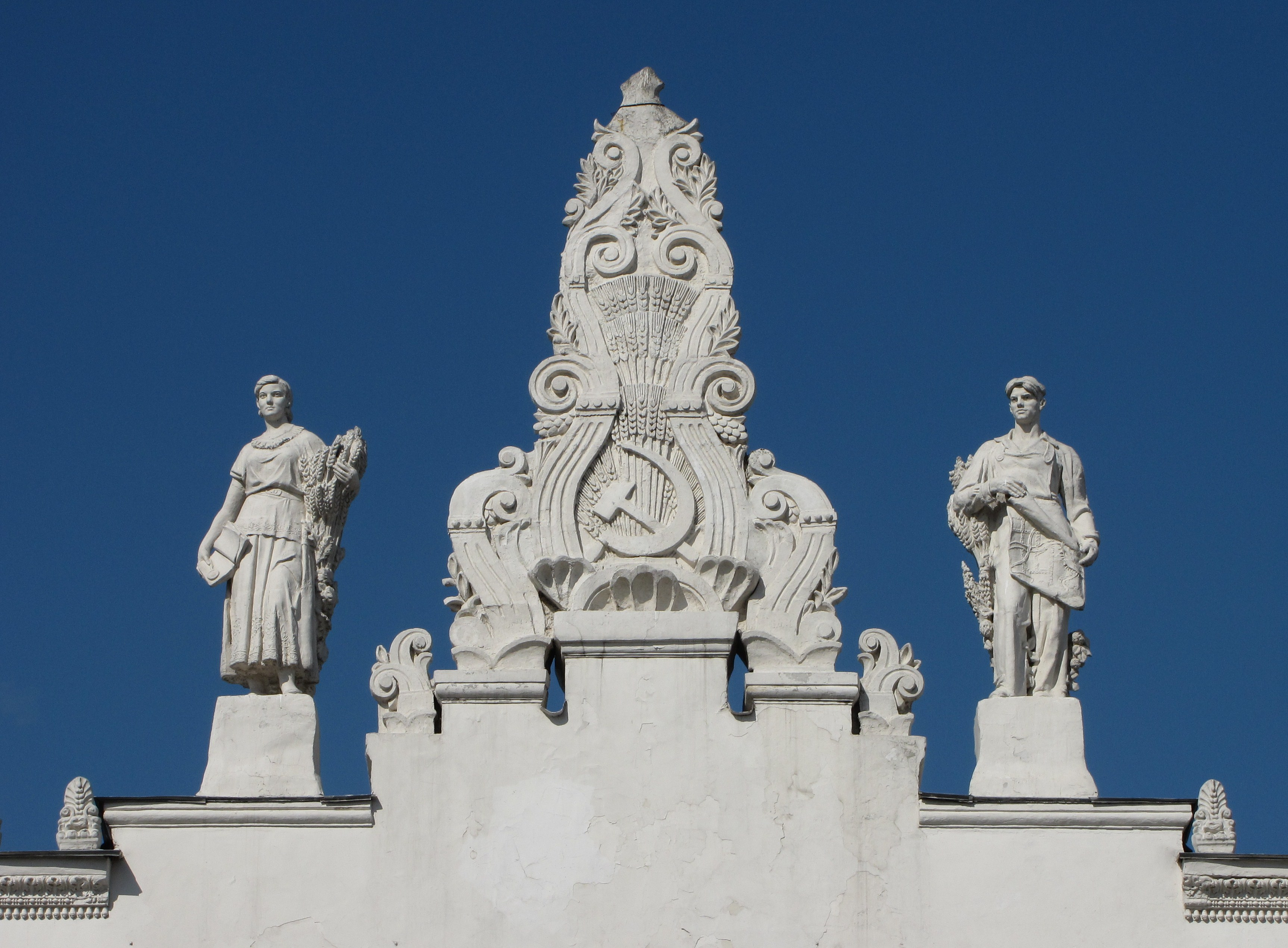
Скульптурное завершение павильона «Транспорт» («Земледелие») в 2009 году
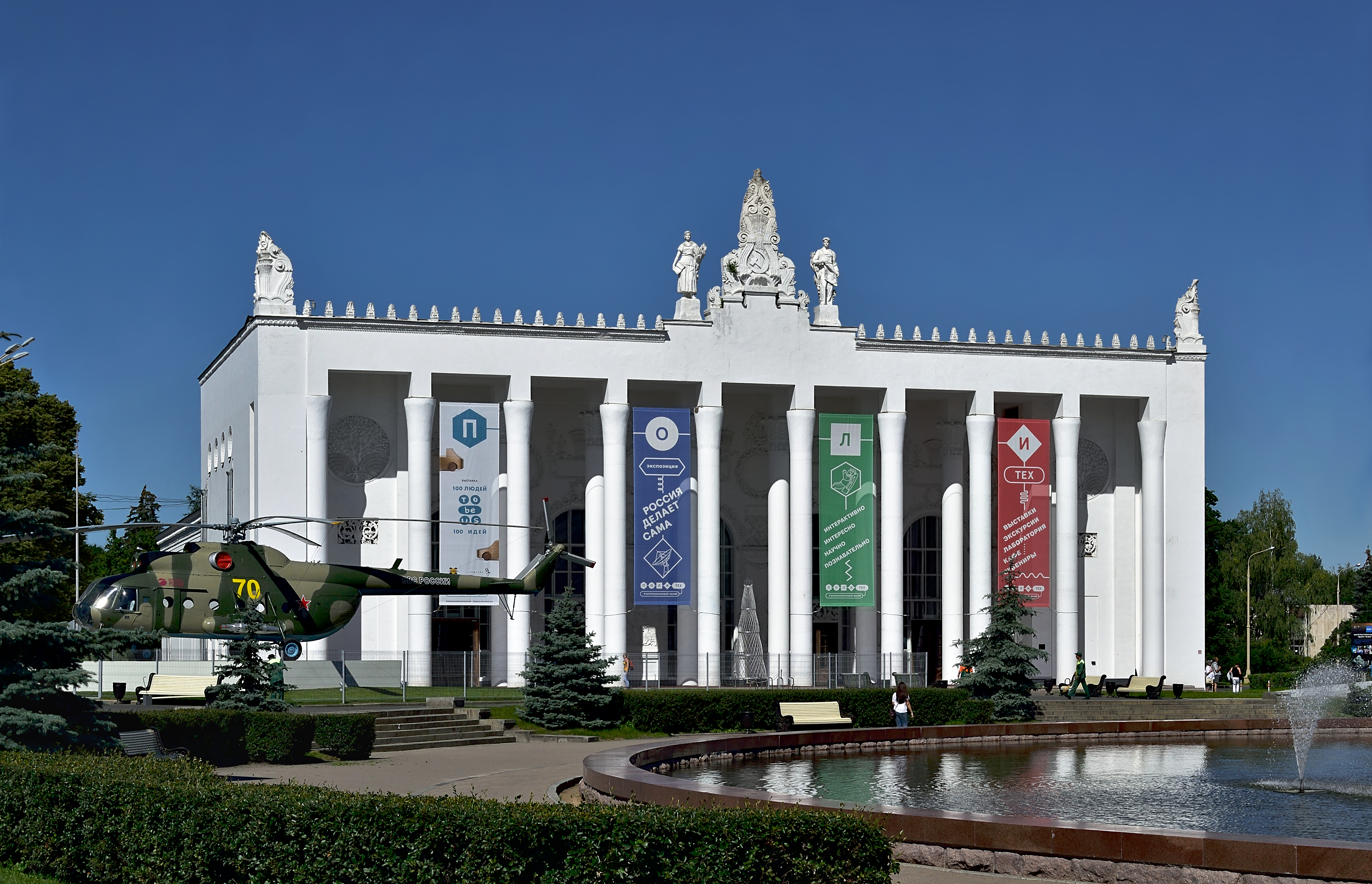
Павильон «Транспорт СССР» в 2015 году
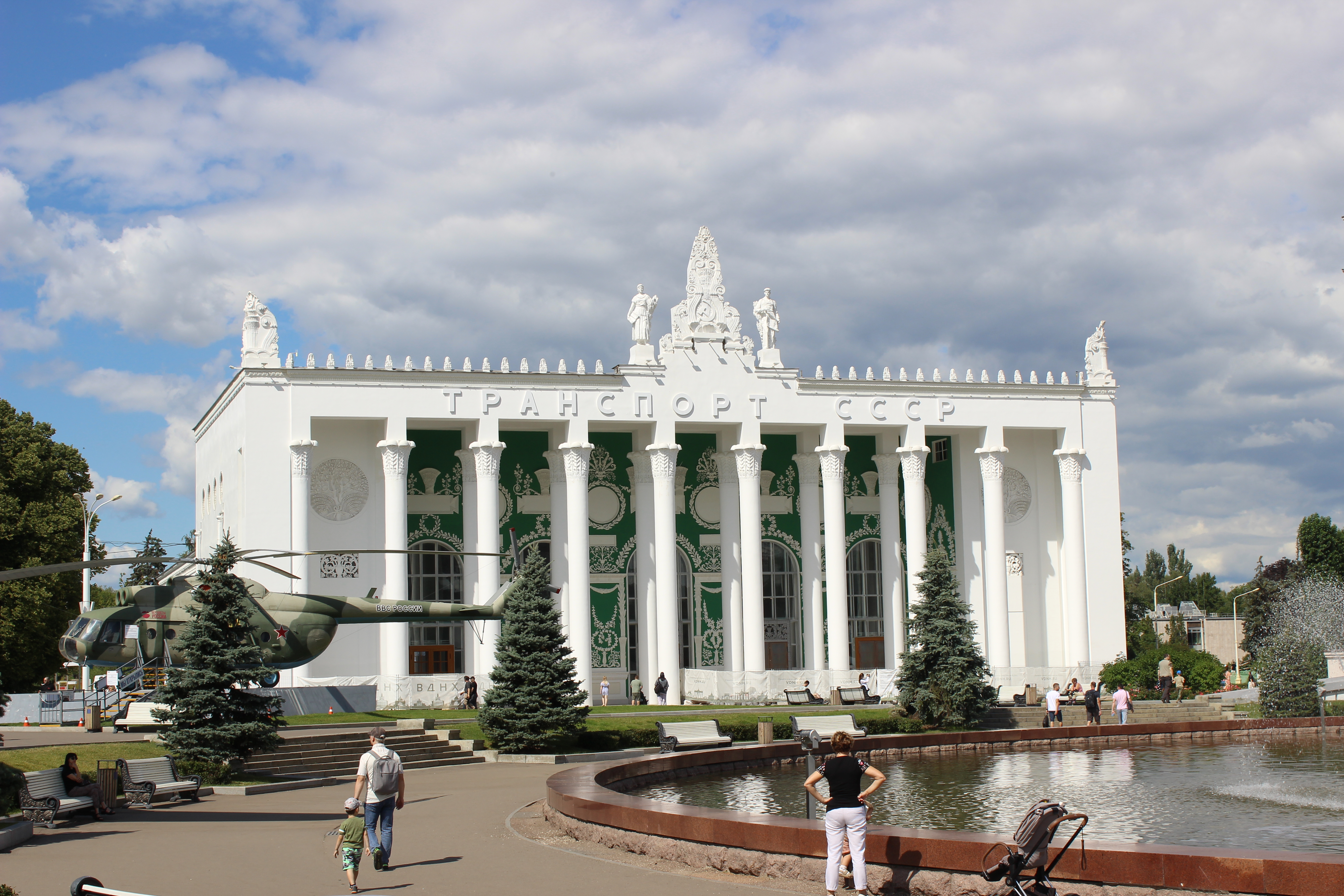
Павильон «Транспорт СССР» в 2022 году

## Павильон «Электрификация»

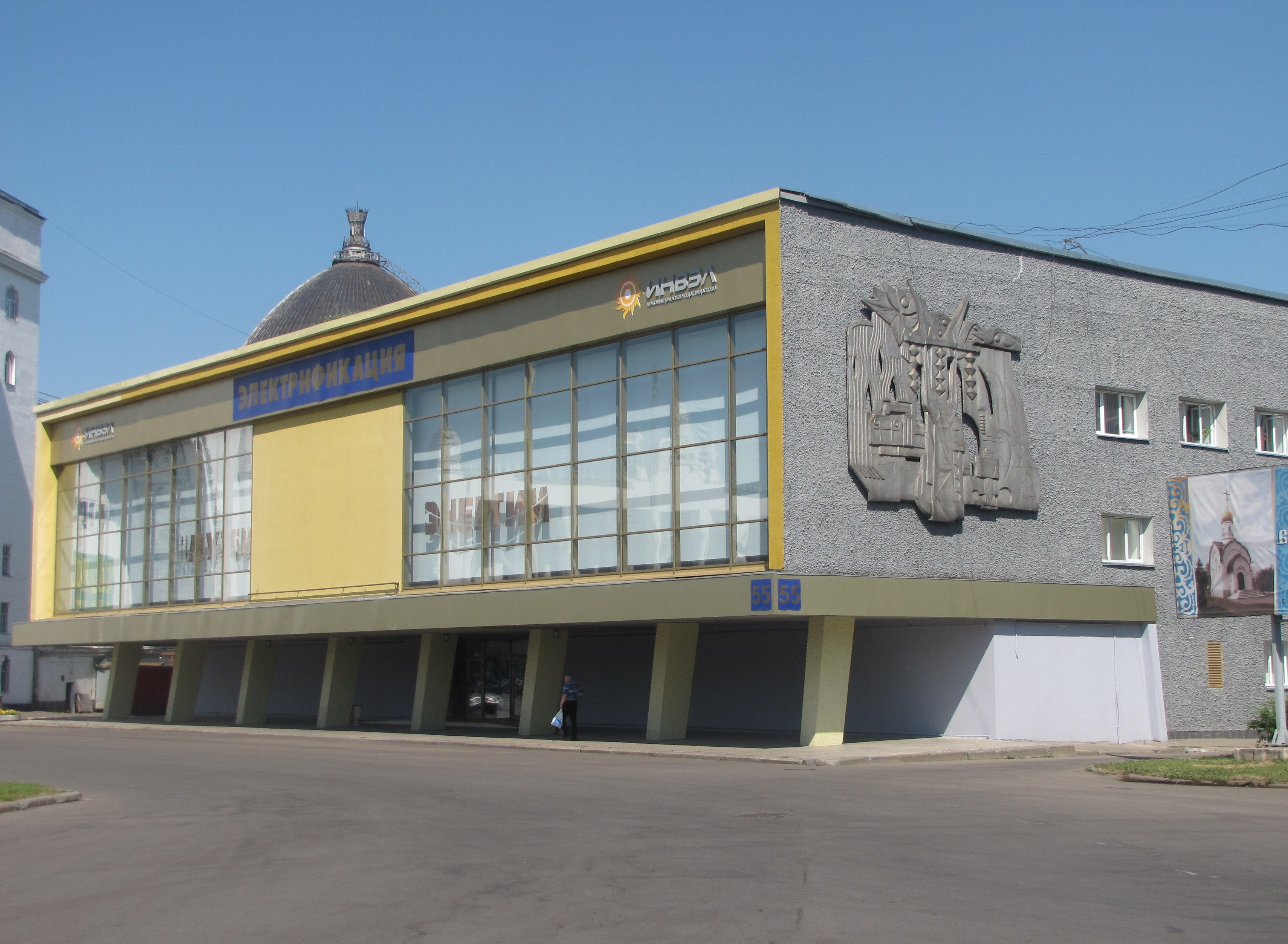
Павильон «Электрификация» («Животноводство»)

Построен к 1954 году по проекту архитекторов П. П. Ревякина, А. И. Игнатьева, А. М. Громова и В. П. Туканова. С 1956 года назывался «Станкостроение», с 1959 — «Электрификация СССР». В 1967 году реконструирован. Изначально украшала мощная колоннада и внутренняя аркада, которую завершал фронтон, увенчанный скульптурами колхозников. Выделялся ампирный карниз с головами быков и лентами.
Современный облик павильон приобрёл к 1967 году, когда вся выставка подверглась тотальной и грубой реконструкции. Колоннаду демонтировали и заменили на фасад из стекла и бетона. Павильон приобрёл приплюснутый вид, плохо вписывающийся в ансамбль выставки. В нём располагался музей электрификации, в 2020-х годах здание заняла экспозиция «Дом молодёжи».

## Павильон «Атом»
На месте снесённого павильона №19 «Механизация и электрификация сельского хозяйства» в начале 2020-х построен павильон «Атом», в котором расположены музей и экспозиция госкорпорации Росатом.

## Летательные аппараты
В 1967 году на ВДНХ установили макет ракеты-носителя «Восток» (торжественное открытие состоялось 20 сентября). Ракету разместили над центром большого круглого бассейна, на том месте, где до 1952 года возвышался той же высоты монумент «Сталин» работы С. Д. Меркурова. Также на площади появились три самолёта, из которых до наших дней сохранился только Як-42. Макет ракеты в 2008—2010-е гг. собирались демонтировать, однако в октябре-декабре 2010 года памятник был отреставрирован.

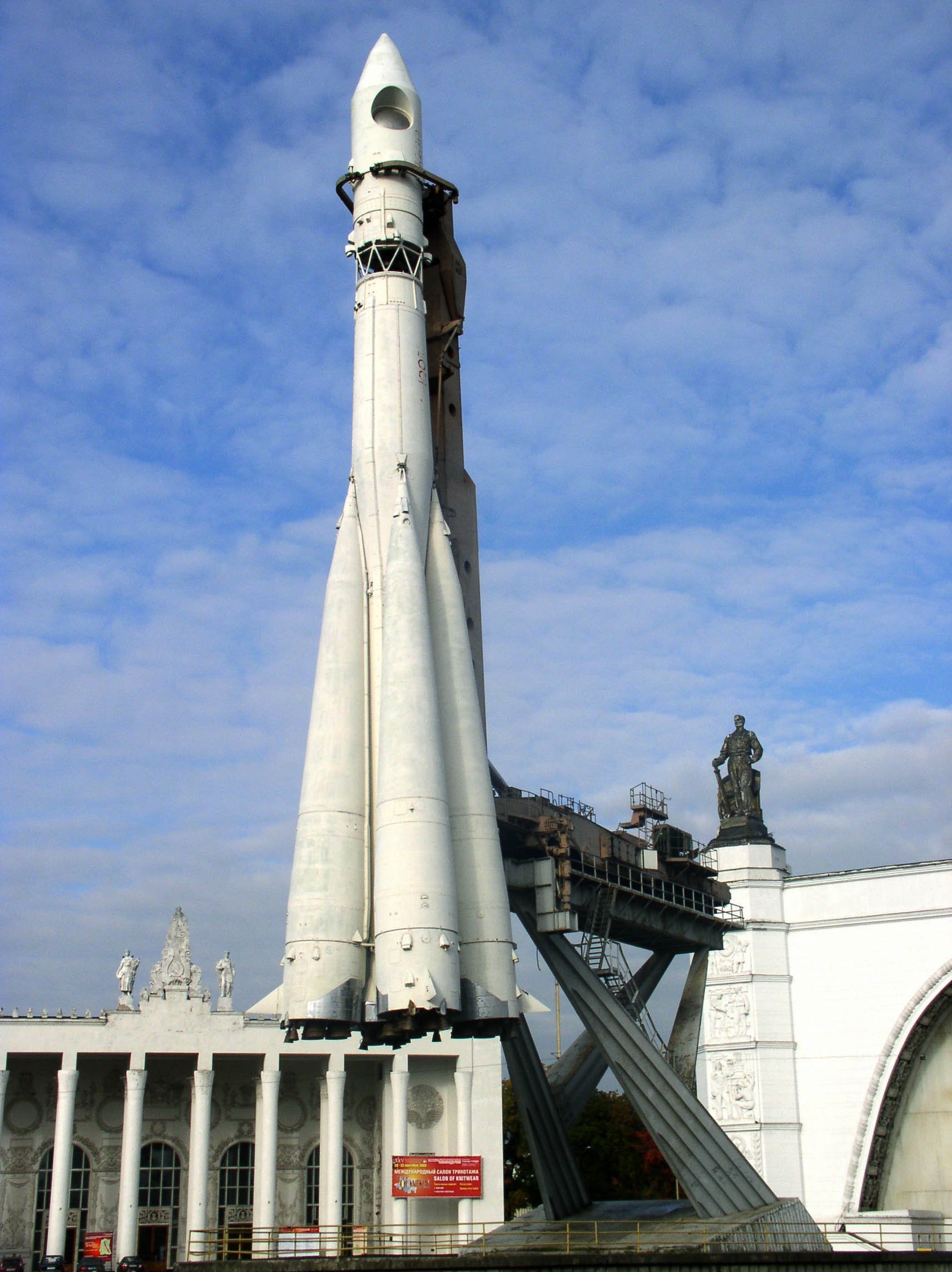
Ракета «Восток»
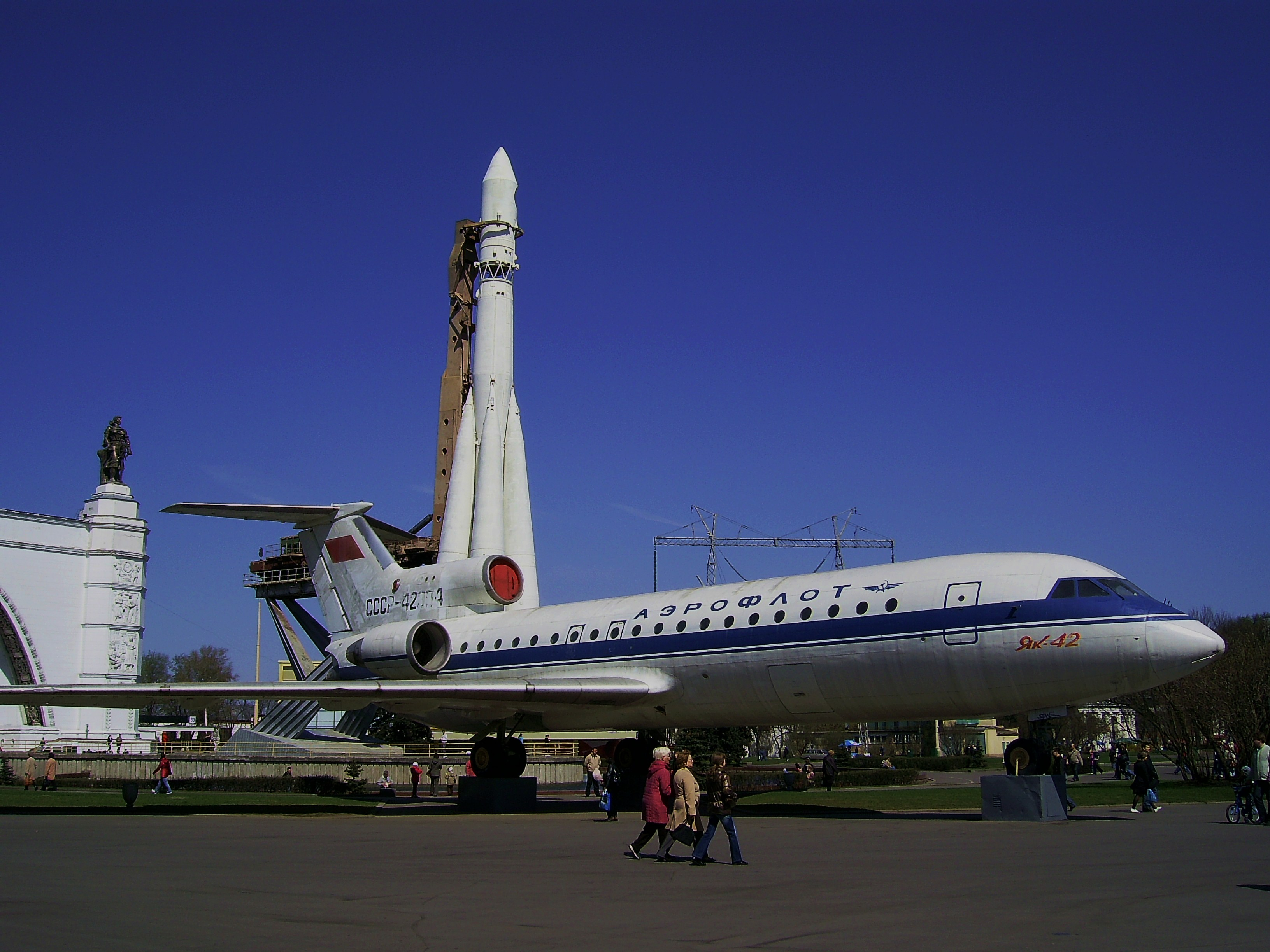
Самолёт Як-42
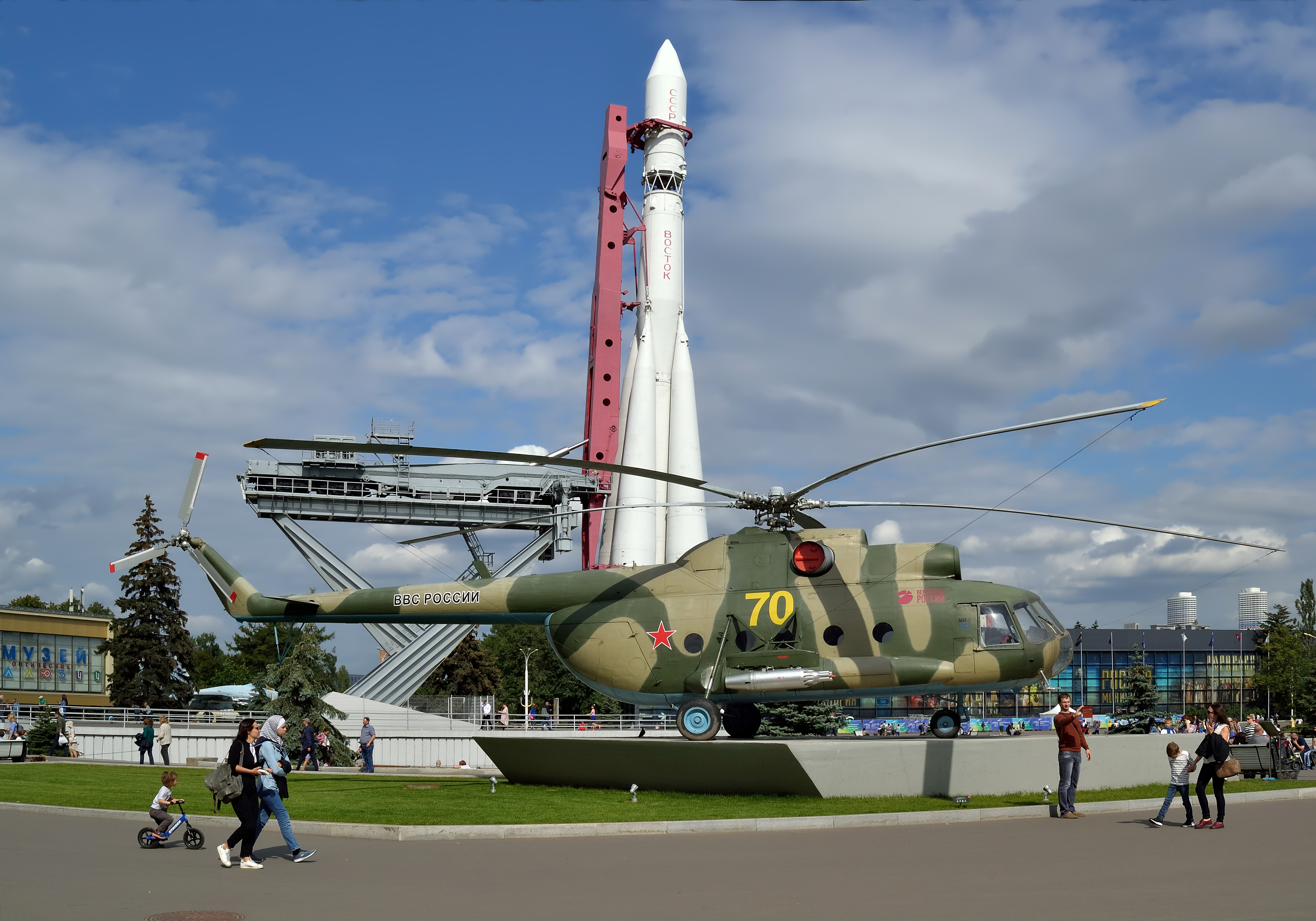
Вертолёт Ми-8

## Реконструкция

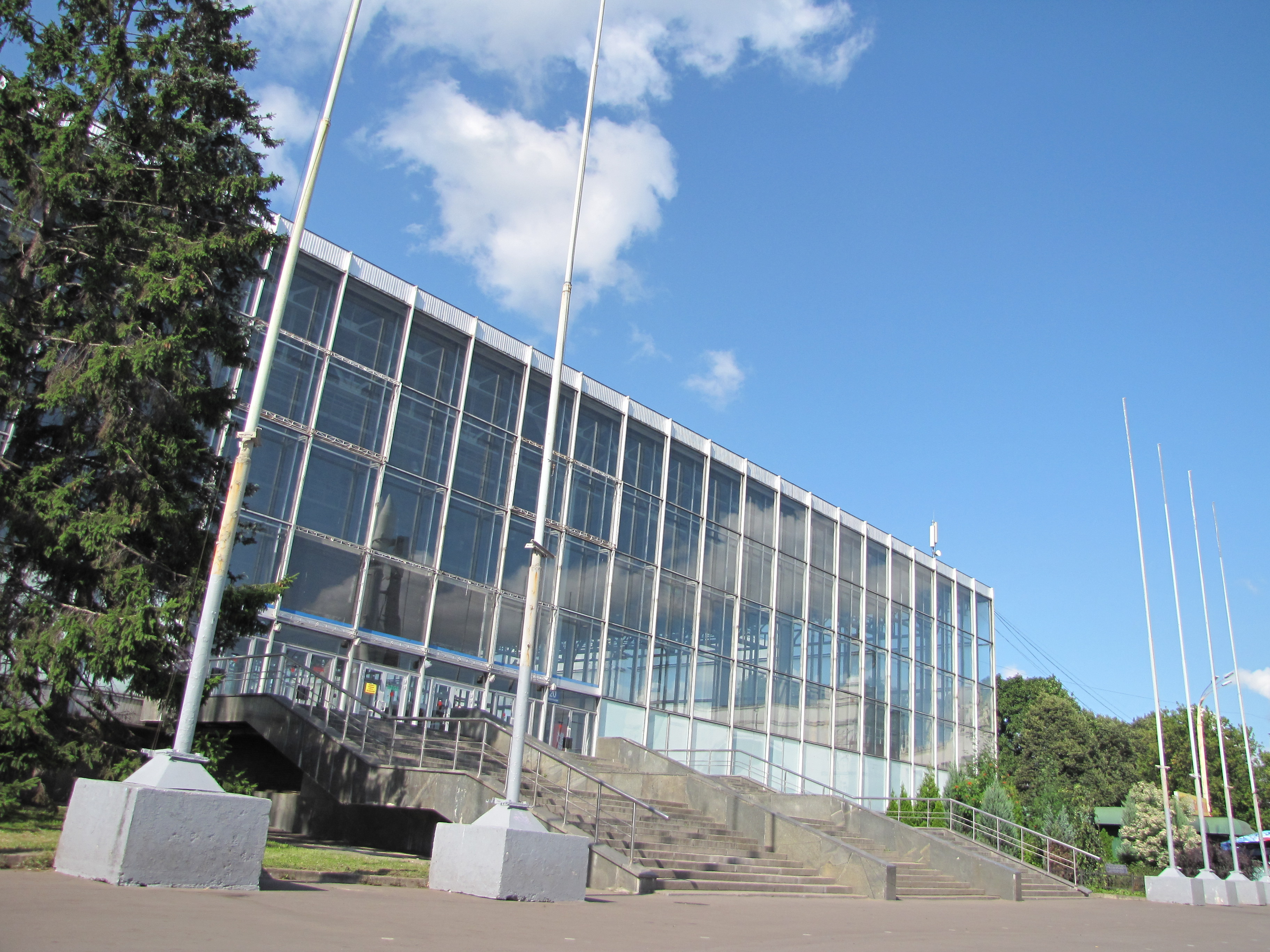
Павильон № 20

В проекте ВДНХ 2034 года планируется воссоздать архитектурную целостность площади. Павильоны «Зерно» и «Совхозы» могут быть восстановлены, встраиваясь в павильоны № 20 и № 57, что воссоздаст гармоничность ансамбля.